# Skrivarholmen, Björneborg

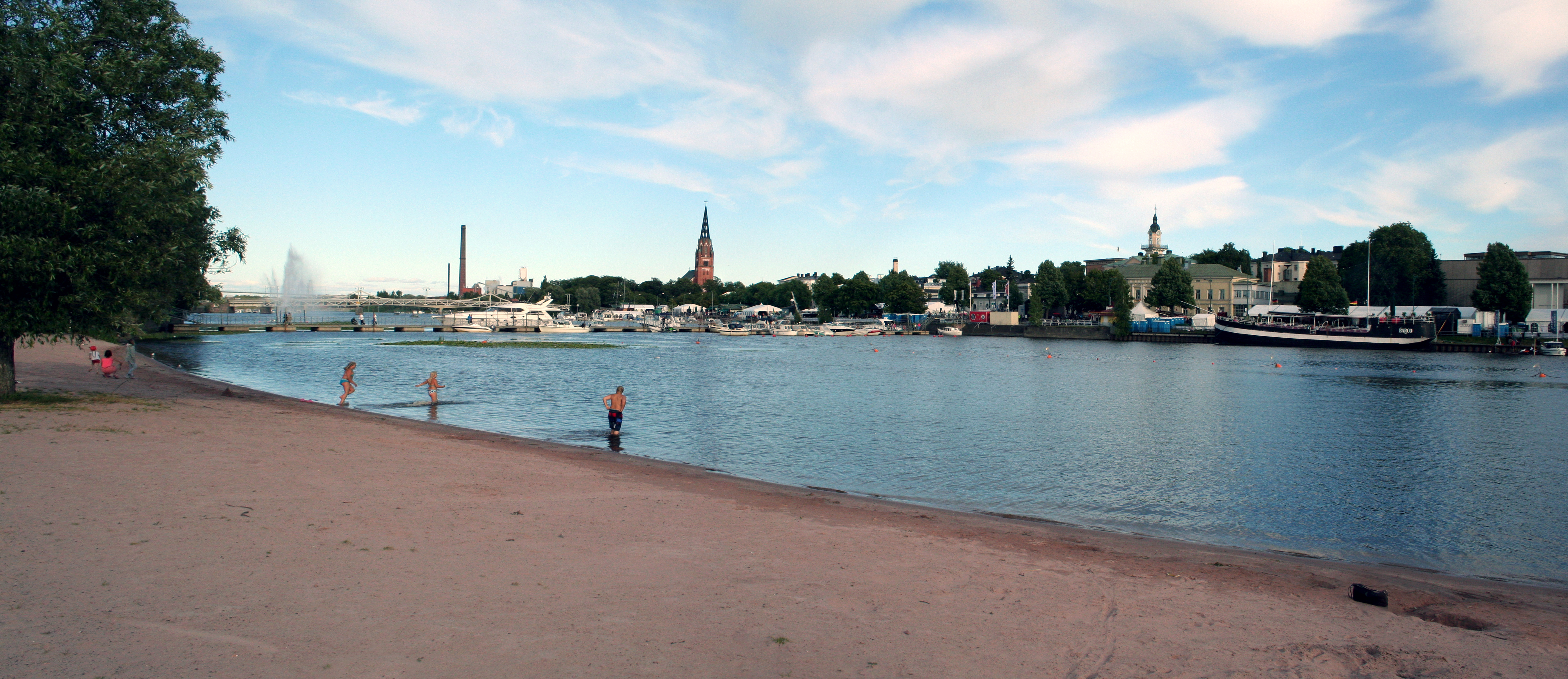
Vy över Björneborg från Skrivarholmens badstrand.

Skrivarholmen (fi. Kirjurinluoto) är ett rekreationsområde och en stadsdel i  Björneborg. Skrivarholmen bildar tillsammans med Rådmansholmen och Gåsholmen den största ön i Kumo älvs delta. Skrivarholmen är en av Björneborgs största sevärdheter och en del av Björneborgs nationalstadspark. På området ordnas bland annat de årligt återkommande musikfestivalerna Pori Jazz och Porispere.
Området är 25 hektar stort och till sin helhet vårdat och lummigt med blommor, buskar, prydnadsväxter och gångvägar.
Skrivarholmen var tidigare en enskild ö men har kommit att växa ihop med Rådmansholmen och Gåsholmen.